# 1973 en Algérie
Chronologie de l’Algérie
- 1969
- 1970
- 1971
- 1972
- 1973
- 1974
- 1975
- 1976
- 1977

Cet article présente les faits marquants de l'année 1973 en Algérie ou relatifs à l'Algérie; datation selon le calendrier grégorien.

## Événements
- 2-9 septembre : la IVe conférence au sommet du mouvement des non-alignés à Alger rassemble 65 chefs d’État et 16 mouvements de libération[1]. Elle réclame un nouvel ordre économique mondial.
- 6 au 23 octobre : participation d'un contingent algérien à la Guerre du Kippour. Il est composé de 2 100 soldats dont 192 officiers[2], un escadron de bombardiers tactiques Su-7 et d'un escadron de chasse MiG-21 qui arrivent aux environs du canal de Suez entre le 9 et le 11 octobre. Une brigade blindée de 150 chars arrive plus tard, ses éléments avancés le 17 octobre, le gros de la brigade le 24 octobre. Après la guerre, au début du mois de novembre, le gouvernement algérien en collaboration avec l'URSS, finance les réarmements égyptien et syrien pour une somme de 200 millions de dollars[3].
- 26 - 28 novembre : 
  - les chefs d'État arabes réunis à Alger décident de créer la Banque arabe pour le développement économique de l’Afrique (BADEA)[4].
  - VIe sommet des Chefs d'État arabes à Alger[5],[4] qui proclame pour la première fois que l’OLP est « le représentant du peuple palestinien » et réitère les objectifs des États arabes face à Israël : libération totale des terres conquises en 1967, libération de la Jérusalem arabe et refus de toute atteinte à la souveraineté de cette dernière, rétablissement des droits nationaux du peuple palestinien[6]. Il exige la fin du soutien militaire et économique de l’Europe occidentale à Israël et la suppression de l’embargo sur les ventes d’armes aux pays arabes. Il demande aux États-Unis une meilleure considération de la cause arabe. Il réitère la nécessité du soutien des pays de l’Est à la cause arabe et la poursuite des livraisons d’armes. Les États-Unis doivent infléchir leur politique jugée trop favorable à Israël, tout comme l’Europe occidentale et le Japon[7].

## Sports

### Basket-ball
- Coupe d'Algérie de basket-ball 1972-1973
- Coupe d'Algérie de basket-ball 1973-1974

### Cyclisme
- Tour d'Algérie 1973

### Football
- Équipe d'Algérie de football en 1973
- Coupe du Maghreb des clubs champions 1972-1973
- Coupe du Maghreb des clubs champions 1973-1974
- Coupe du Maghreb des vainqueurs de coupe 1972-1973
- Coupe du Maghreb des vainqueurs de coupe 1973-1974
- Championnat d'Algérie de football 1972-1973
- Championnat d'Algérie de football 1973-1974
- Championnat d'Algérie de football de deuxième division 1972-1973
- Championnat d'Algérie de football de deuxième division 1973-1974
- Coupe d'Algérie de football 1972-1973
- Coupe d'Algérie de football 1973-1974
- Saison 1972-1973 du MC Alger
- Saison 1973-1974 du MC Alger
- Saison 1972-1973 du MO Constantine
- Saison 1972-1973 de l'USM Blida
- Saison 1973-1974 de l'USM Blida

## Culture

### Cinéma
- Le Charbonnier (الفحام, Al Fahhâm), film algérien réalisé par Mohamed Bouamari, sortie en 1973.
- Décembre, film algérien de Mohammed Lakhdar-Hamina, sorti en 1973.
- Les Vacances de l'inspecteur Tahar (en arabe : عطلة المفتش الطاهر (Eutlat almufatish altaahir), est un film algérien réalisé par Moussa Haddad, sorti en 1972.

## Naissances en 1973
- Naissance en Algérie en 1973

## Décès en 1973
- Décès en Algérie en 1973